# Brachysomida californica
Brachysomida californica är en skalbaggsart som först beskrevs av Leconte 1851.  Brachysomida californica ingår i släktet Brachysomida och familjen långhorningar. Inga underarter finns listade.